# しのはら実加
しのはら 実加（しのはら みか）は、日本の女優である。

## 人物・来歴
お笑い浅草21世紀に所属。
2012年11月「菊香る・取手・晴れ晴れと」でお笑い浅草21世紀の初舞台を踏む。
お笑い浅草21世紀は1998年1月旗揚げ以来、浅草木馬亭にて、毎月8日間の定期公演を続けてきている。
日本舞踊紫派藤間流（むらさきはふじまりゅう）で舞踊名は「藤間紫乃月（ふじましのつき）」である。
以前は劇団月蝕歌劇団9代目トップだった。
2003年の「愛と誠」受付からスタートし、2004年「水晶の魔 マリン・ブルー」で月蝕歌劇団の初舞台を踏む。
月蝕歌劇団のトップは、主演で2回の本講演でファン投票連続1位という条件があり、1985年の劇団創設以来、この条件をクリアした者は9名という難関である。
しのはら実加は「花と蛇〜新版〜」を最後に、お笑い浅草21世紀に移籍した。
2009年4月、芸名を「紫乃原実加」から「しのはら実加」に改めた。
2011年6月、Androidアプリ 着物ことわざ・格言アプリ“なでしこ抄”に出演。古来より伝わる着物の所作で、現代では失われつつある日本女性の“たしなみ、はじらい、女性らしさ”を伝える。

## 客演作品
- 2020. 3：「ガールズハイパーボイシング『タイラーV』」ユリコ 役

## お笑い浅草21世紀出演作品
- 2015. 5：「喜劇　微笑み５倍返し」桜田るり子 役
- 2015. 4：「喜劇　菜の花畑にみんな集まれ」スケバンのみどり 役
- 2015. 3：「喜劇　清き一票」選挙カーウグイス嬢のみかちゃん 役
- 2015. 2：「エノケン作品あちゃらか喜劇　平成の法界坊」らくの娘くみちゃん 役
- 2015. 1：「喜劇　めでためでたの下町交番日誌」ミニスカポリス篠崎美香子 役
- 2014.12：「爆笑人情喜劇　文七元結」娘のお久 役
- 2014.11：「人情喜劇　もしも一億円が…」優香ちゃん 役
- 2014.10：「冒険ファンタジー　喜劇　アライヤン・ナイト」ランプの精シェラザード 役
- 2014. 9：「喜劇　銭湯開始」ミカちゃん 役
- 2014. 8：「ラストシーン」そば処鶴井庵　看板娘　みかちゃん 役
- 2014. 7： 怖い喜劇「お菊の皿」優香ちゃん 役
- 2014. 6：「浅草ステテコ物語」大めだち酒造　女子社員 しのはら実加 役
- 2014. 5：「薫風・野田・天気晴朗なれど」伊良部病院の娘 伊良部みか 役
- 2014. 4： エノケン生誕110周年記念公演「最初で最後の伝令」メリー 役
- 2014. 3：「梅見・水戸・春の風」娘 伊良部みゆき 役
- 2014. 2：「春寒・花川戸・人恋し」焼鳥屋助六の一人娘 大上みか 役
- 2014. 1：「午年・浅草・屋形船」屋形船大上屋の一人娘 みゆき 役
- 2013.12：「師走の長屋はてんやわんや」髪結い見習いおみかちゃん　役
- 2013.11：「菊日和・八王子・晴れやか」八王子芸者おみか姐さん　役
- 2013.10：「水澄む・越谷・風騒ぐ」ガーコちゃん 役
- 2013. 9：「爽やか・柏」・秋の風」娘 伊良部みか 役
- 2013. 8：「深川や粋な祭りに蝉時雨」辰巳芸者おつた 役・「筏流し」踊り
- 2013. 7：「水無月・市川・星明り」娘 伊良部みか 役
- 2013. 7： 長谷川伸没後50年企画「瞼の母」娘 お登勢 役
- 2013. 6： 大上こうじ座長襲名記念公演「人情喜劇　文七元結」娘 お久 役
- 2013. 5：「薫風・船橋・春日和」娘 伊良部実加 役
- 2013. 4：「春うらら・つくば・風やわらかに」娘 大上みね子 役
- 2013. 3：「水温む・高崎・大はしゃぎ」娘 伊良部みね子 役
- 2013. 2：「春一番・草加・空騒ぎ」娘 伊良部みね子 役
- 2013. 1：「新春・浅草・屋形船」船宿大上屋の一人娘 さゆり 役
- 2012.12：「富士に晴れ姿・森の石松」若妻みか 役、村娘おはな 役
- 2012.11：「菊香る・取手・晴れ晴れと」娘みゆき 役

## 月蝕歌劇団出演作品
- 「花と蛇〜新版〜」 - お蘭 役（原作：団鬼六、脚本・演出：高取英、音楽：J・A・シーザー）
- 「疫病流行記」 - 魔痢子、娼婦美耶 役（作：寺山修司、演出：高取英、音楽J・A・シーザー）
- 「団鬼六・悦楽王 -「花と蛇」の作家」 - 団鬼六の母、丹下左膳の相方のお藤 役
- 「怪盗ルパン 竹久夢二の双曲線」 - 彦乃、お葉 役
- 「寺山修司 - 過激なる疾走」 - 寺山ハツ 役
- 「怪盗ルパン - 満州奇岩城篇 - 〜川島芳子と少年探偵団〜」 - 川島芳子 役
- 「津山三十人殺し」 - サダ 役
- 「邪宗門」 - 山吹 役
- 「坂本龍馬 戦場へ!春香伝異聞」 - 内藤数馬 役
- 「沼正三 家畜人ヤプー」 - 久美子、クララ 役
- 「水晶の魔 マリン・ブルー」 - 洋子 役
- 「白夜月蝕の少女航海紀」野狐お銀 役
- 「続・白夜月蝕の少女航海紀」 - 高橋まゆみ 役
- 「白夜月蝕の少女航海紀3」 - 野狐お銀 役
- 「英雄伝説 馬賊矢吹丈」 - 金鐘順・歌姫 役
- 「静かなるドン」 - 金蘭 役
- 「家畜人ヤプー」 - エミリー 役
- 「金色夜叉の逆襲」 - 綾子 役
- 「新撰組in1944」
- 「盲人書簡 上海篇」